# Mulvane
Mulvane är en stad (city) i Sedgwick County, och  Sumner County, i delstaten Kansas, USA. Enligt United States Census Bureau har staden en folkmängd på 6 127 invånare (2011) och en landarea på 11,7 km².